# Hipermnézia
Hipermnézia angolul hyperthymestic syndrome az önéletrajzi emlékek abnormálisan erős megléte a tudatban. Az elnevezés feltehetően a görög mneme (memória) szóból származik, jelentése „túlemlékezés”. Egy 2005-ben, a Neurocase-ben megjelent Egy szokatlan önéletrajzi emlékezés esete című cikk szerint a hipermnézia főbb jellemzői:
- az alany az átlagosnál jóval több időt tölt a múltjáról való töprengéssel,
- átlagon felüli pontossággal képes előhívni részletes emlékeket.[2]

## Képességek
A hipermnéziás emberek személyesen átélt emlékek rendkívül részletes előhívására képesek. A hipermnéziás embertől megkérdezhetünk egy dátumot, és leírja, milyen események történtek aznap, milyen idő volt, és sok más, triviálisnak tűnő részletet, amikre mások nem emlékeznének. Gyakran meg tudják mondani, a hét melyik napjára esett az adott dátum, de nem feltétlenül kalendárikus fejszámolók, mint az autisták sok esetben; az előhívás az egyén személyes „mentális naptárára" korlátozódik. A mentális naptári asszociáció automatikusan és mániákusan működik. Ellentétben néhány egyénnel, akik átlagon felüli memóriával rendelkeznek, a hipermnéziás emberek nem hagyatkoznak különböző emlékezeti stratégiákra.

## Esetek
Négy esetben állapítottak meg hipermnéziát. A University of California kutatói – Elizabeth Parker, Larry Cahill és James McGaugh tanulmányozták egy nő, bizonyos "AJ" állapotát (aki később, 2008. május 9-én megjelent könyvében felfedte személyazonosságát, így ma már tudjuk, hogy a kérdéses „AJ” Jill Price, Los Angeles-i lakos), akinek a memóriáját úgy jellemezték, mint „nonstop, kontrollálhatatlan, és automatikus”. AJ 1974-ben, 8 éves korában alapvető változásokat vett észre a memóriájában. 1980-tól, úgy tűnik, élete minden egyes napjára képes emlékezni.
Miután a tanulmány megjelent 2006-ban a Neurocase című folyóiratban, több ember is jelentkezett, hogy rendelkeznek azzal a képességgel, mint Jill. Eddig két esetet nyilvánítottak hitelesnek: egy wisconsini embert, Brad Williamst, és Rick Baron-t Ohioból. A negyedik eset kiléte a nyilvánosság számára ismeretlen.
Hasonló esetet dokumentált az orosz pszichológus, Alekszandr Romanovics Lurija, akinek könyve, az Egy mnemonista észjárása dokumentálta egy orosz fiatalember, Szolomon Seresevszkij esetét, aki csak akaratlagosan volt képes felejteni. Seresevszkij, vagyis a klasszikus esettanulmányok stílusában „S.”, állítólag visszatekintve képtelen volt elemezni az emlékeit és értelmezni azok tartalmát. Ez nyilvánvalóan nem azonos azzal, ami Jill Price-t gyötri, bár a két esetben egyértelműen közös az alapvető képtelenség arra, amit szokás szerint „általános felejtésnek” hívnak, amitől olyan tapasztalatok vagy problémák, amik nem köthetőek más eseményekhez, nem rögzülnek a hosszú távú memóriában, még akkor sem, ha korábban már kódolták őket. Solomon Seresevszkij ismert volt még egy másik érdekes képessége, a szinesztézia miatt. Különböző típusú szinesztéziákról számolt be. Lurija munkássága nagy hatással volt számos pszichológus és teológus memóriával kapcsolatos munkájára, a leghíresebb közülük Oliver Sacks.
További két hipermnéziás esetet rögzítettek még, melyek alanyai „fotografikus” memóriával rendelkeztek. Bár az első esetet az 1800-as években rögzítették, és kevés tudható a tárgyáról, sok tanulmány készült a második, egy fiatal angol lány esetéről, akinek fotografikus memóriája volt közel 18 éven át. Úgy gondolják, ez a magas IQ szintjével áll kapcsolatban, ami a MENSA szerint 191 volt.